# Hein Eersel
Christiaan Hendrik "Hein" Eersel (9 de junio de 1922 - 11 de junio de 2022) fue un lingüista e investigador cultural de Surinam.
Fue Ministro de Educación y Desarrollo Humano en el Gabinete interino del primer ministro en funciones Arthur Johan May. También fue el primer rector de la Universidad de Surinam.

## Primeros años de vida
Eersel nació en Paramaribo el 9 de junio de 1922. Aprobó el examen de certificación de profesor asistente en 1942, y el examen de certificación de director en 1949. En 1950 viajó a los Países Bajos, donde estudió lengua y literatura holandesas en la Universidad de Ámsterdam. Completó su diploma de candidato en 1956, luego doctorandus. Mientras estaba en Ámsterdam, se unió a la organización Wie Eegie Sanie (nuestras propias cosas), fundada por estudiantes surinameses para promover el idioma sranan tongo y la cultura surinamesa.

## Carrera
Eersel regresó a Surinam en 1959 y comenzó a enseñar en Suriname nl. (escuela de formación de profesores). Posteriormente ayudó a establecer el Instituto de Formación Docente en Paramaribo. Fue director de la Taalbureau (oficina de idiomas) y de la Bureau Volkslectuur (oficina pública de alfabetización) de 1960 a 1969.
En 1968, se convirtió en el primer rector de la Universidad de Surinam y también fue profesor de lingüística hasta su jubilación en 1988. Trabajó con Max Sordam para publicar un diccionario completo de Sranan Tongo en 1985. Tras su jubilación, visitaría Holanda para impartir clases de Sranan Tongo.
Eersel permaneció activo en la asociación cultural criolla de Surinam NAKS a partir de 2020, liderando el Sranan Grammar Group.

## Vida personal
Eersel se casó con Florence Louise "Floor" Beck, y tuvieron cinco hijos.
Eersel murió el 11 de junio de 2022, dos días después de cumplir 100 años, en Paramaribo.

## Escritura
Eersel editó el primer libro de poesía publicado de Johanna Schouten-Elsenhout, Tide ete (1963).
Eersel escribió una adaptación teatral de El barbero de Sevilla de Beaumarchais, que se estrenó en el Teatro Thalia de Paramaribo en 1960. Si bien el vestuario y la puesta en escena de Noni Lichtveld mantuvieron la ambientación original en la España del siglo XVIII, Eersel adaptó algunos de los chistes y figuras retóricas para el público local. Una reseña de un periódico señaló que Eersel "puso algunas expresiones genuinas de Surinam en boca de nuestro barbero".
El Instituto de Misiología de Nijmegen publicó un festschrift con motivo del 80 cumpleaños de Eersel. Eersel era un miembro activo de la Iglesia católica en Surinam y en los Países Bajos, y previamente había investigado la historia de las traducciones de la Biblia al sranan tongo.

## Honores
Eersel recibió un doctorado honorario de la Facultad de Ciencias Sociales de la Universidad de Surinam en 2003. También recibió el Premio Gazon Matodya, otorgado por la Fundación Sabanapenti centrada en Maroon, en 2009. En 2013, fue nombrado Gran Oficial de la Orden Honorífica de la Palma.
Por sugerencia de la Fundación Henri Frans de Ziel, la calle Gemenelandsweg de Paramaribo pasó a llamarse en honor a Eersel tras una ampliación en 2019.
En su centenario, la ministra de Educación, Ciencia y Cultura, Marie Levens, anunció la fundación del Instituto Hein Eersel. El objetivo del Instituto será desarrollar enfoques profesionales para la educación multilingüe en Surinam.